# Кевін Ланкінен
Кевін Ланкінен (фін. Kevin Lankinen; нар. 28 квітня 1995, Гельсінкі) — фінський хокеїст, воротар клубу НХЛ «Ванкувер Канакс». Гравець збірної команди Фінляндії.

## Ігрова кар'єра
Хокейну кар'єру розпочав на батьківщині 2011 року виступами за команду «Йокеріт» у складі якої відіграв до 2014 року.
Влітку 2014 укладає трирічний контракт з командою ГІФК. На правах оренди виступав за «Кіекко-Вантаа», «КооКоо» та «Кеттеря». 
21 травня 2018 уклав дворічний контракт з клубом НХЛ «Чикаго Блекгокс» але перший сезон провів виступаючи за команди «Рокфорд АйсХогс»‎ (АХЛ) та з Індіанаполіса «Інді Ф'юел».
Наступний сезон 2019–20 років, Кевін також провів у складі фарм-клубу «Рокфорд АйсХогс»‎.
19 січня 2021 року фін дебютував у НХЛ в матчі проти команди «Флорида Пантерс».
14 липня 2022 року на правах вільного агента, Кевін перейшов до клубу «Нашвілл Предаторс».
21 вересня 2024 року, Ланкінен уклав однорічну угоду з «Ванкувер Канакс». 21 лютого 2025 року, фін підписав п'ятирічний контракт з «Канакс».

## На рівні збірних
У складі національної збірної Фінляндії став чемпіоном світу 2019 року.

## Статистика

### Клубні виступи
| Сезон          | Клуб                | Ліга           | Регулярний сезон | Регулярний сезон | Регулярний сезон | Регулярний сезон | Регулярний сезон | Регулярний сезон | Регулярний сезон | Регулярний сезон | Регулярний сезон | Плей-оф | Плей-оф | Плей-оф | Плей-оф | Плей-оф | Плей-оф | Плей-оф | Плей-оф |
| Сезон          | Клуб                | Ліга           | І                | В                | П                | OT               | Хв               | ПГ               | ІБГ              | ПГГ              | %ВК              | І       | В       | П       | Хв      | ПГ      | ІБГ     | ПГA     | %ВК     |
| -------------- | ------------------- | -------------- | ---------------- | ---------------- | ---------------- | ---------------- | ---------------- | ---------------- | ---------------- | ---------------- | ---------------- | ------- | ------- | ------- | ------- | ------- | ------- | ------- | ------- |
| 2011–12        | «Йокеріт»           | Jr. A          | 2                | —                | —                | —                | —                | —                | —                | 1.00             | .950             | —       | —       | —       | —       | —       | —       | —       | —       |
| 2012–13        | «Йокеріт»           | Jr. A          | 23               | —                | —                | —                | —                | —                | —                | 2.92             | .910             | —       | —       | —       | —       | —       | —       | —       | —       |
| 2013–14        | «Йокеріт»           | Jr. A          | 36               | —                | —                | —                | —                | 83               | —                | 2.33             | .917             | 4       | —       | —       | —       | 9       | —       | 2.09    | .931    |
| 2013–14        | «Йокеріт»           | СМ-Л           | 1                | 0                | 0                | 0                | 17               | 2                | 0                | 7.16             | .667             | —       | —       | —       | —       | —       | —       | —       | —       |
| 2014–15        | «Кіекко-Вантаа»     | Фін. 2         | 10               | —                | —                | —                | —                | —                | —                | 3.29             | .906             | —       | —       | —       | —       | —       | —       | —       | —       |
| 2014–15        | ГІФК                | Лійга          | 24               | 8                | 10               | 5                | 1307             | 50               | 0                | 2.29             | .911             | 6       | 3       | 2       | 414     | 12      | 0       | 1.74    | .933    |
| 2015–16        | ГІФК                | Лійга          | 22               | 12               | 5                | 4                | 1294             | 51               | 0                | 2.36             | .906             | 3       | 1       | 2       | 180     | 10      | 0       | 3.33    | .891    |
| 2015–16        | «КооКоо»            | Лійга          | 2                | 0                | 0                | 2                | 128              | 5                | 0                | 2.34             | .919             | —       | —       | —       | —       | —       | —       | —       | —       |
| 2016–17        | ГІФК                | Лійга          | 42               | 13               | 19               | 9                | 2443             | 87               | 7                | 2.14             | .920             | 13      | 6       | 6       | 768     | 32      | 0       | 2.50    | .906    |
| 2017–18        | ГІФК                | Лійга          | 15               | 10               | 3                | 2                | 900              | 20               | 4                | 1.33             | .940             | 13      | 7       | 5       | 756     | 25      | 0       | 1.99    | .934    |
| 2017–18        | «Кеттеря»           | Фін. 2         | 2                | —                | —                | —                | —                | —                | —                | 1.50             | .924             | —       | —       | —       | —       | —       | —       | —       | —       |
| 2018–19        | «Рокфорд АйсХогс»‎   | АХЛ            | 19               | 7                | 8                | 4                | 1151             | 48               | 0                | 2.50             | .910             | —       | —       | —       | —       | —       | —       | —       | —       |
| 2018–19        | «Інді Ф'юел»        | ХЛСУ           | 6                | 4                | 2                | 0                | 358              | 19               | 0                | 3.18             | .893             | —       | —       | —       | —       | —       | —       | —       | —       |
| 2019–20        | «Рокфорд АйсХогс»‎   | АХЛ            | 21               | 8                | 10               | 2                | 1,190            | 60               | 0                | 3.03             | .909             | —       | —       | —       | —       | —       | —       | —       | —       |
| 2020–21        | Чикаго Блекгокс     | НХЛ            | 37               | 17               | 14               | 5                | 2,174            | 109              | 2                | 3.01             | .909             | —       | —       | —       | —       | —       | —       | —       | —       |
| 2021–22        | «Чикаго Блекгокс»   | НХЛ            | 32               | 8                | 15               | 6                | 1,816            | 106              | 0                | 3.50             | .891             | —       | —       | —       | —       | —       | —       | —       | —       |
| 2022–23        | «Нашвілл Предаторс» | НХЛ            | 19               | 9                | 8                | 1                | 1,070            | 49               | 0                | 2.75             | .916             | —       | —       | —       | —       | —       | —       | —       | —       |
| 2023–24        | «Нашвілл Предаторс» | НХЛ            | 24               | 11               | 6                | 0                | 1,191            | 56               | 1                | 2.82             | .908             | —       | —       | —       | —       | —       | —       | —       | —       |
| Усього в Лійга | Усього в Лійга      | Усього в Лійга | 105              | 43               | 37               | 22               | 6,073            | 213              | 11               | 2.10             | .918             | 35      | 17      | 15      | 2118    | 79      | 0       | 2.24    | .921    |
| Усього в НХЛ   | Усього в НХЛ        | Усього в НХЛ   | 112              | 45               | 43               | 12               | 6,251            | 320              | 3                | 3.07             | .905             | —       | —       | —       | —       | —       | —       | —       | —       |

### Збірна
| Рік                | Команда            | Турнір             | Місце              | І  | В | П | OT | Хв  | ПГ | ІБГ | ПГГ  | %ВК  |
| ------------------ | ------------------ | ------------------ | ------------------ | -- | - | - | -- | --- | -- | --- | ---- | ---- |
| 2019               | Фінляндія          | ЧС                 | 1                  | 8  | 7 | 1 | 0  | 481 | 12 | 2   | 1.50 | .942 |
| 2025               | Фінляндія          | Турнір 4 націй     | 4-е                | 2  | 1 | 1 | 0  | 87  | 7  | 0   | 4.84 | .811 |
| Національна збірна | Національна збірна | Національна збірна | Національна збірна | 10 | 8 | 2 | 0  | 568 | 19 | 2   | 2.01 | .922 |